# Río Pedernal
El río Pedernal es un cauce natural de agua de la Región de Valparaíso que nace en las faldas del portezuelo homónimo y del cerro Pedernal y corre con dirección general sur hasta su confluencia con el río Sobrante, que da origen al río Petorca.
Es llamado también río Chalaco.: 220 

## Trayecto
Tras su nacimiento en las faldas sur de la divisoria de aguas con la cuenca del río Choapa, el Pedernal fluye por unos 20 kilómetros y recibe por su derecha a las quebradas de los rios Lara y Arcita y por su lado izquierdo u oriente al río Cortadera.: 302 .

## Caudal y régimen
El informe final del Análisis y evaluación de los recursos hídricos de las cuencas de los ríos Petorca y Ligua encargado por la DGA el año 1998 entrega los siguientes caudales medios mensuales del río en Tejada en el cuadro B.2-5:: Cuadro B-2.5 

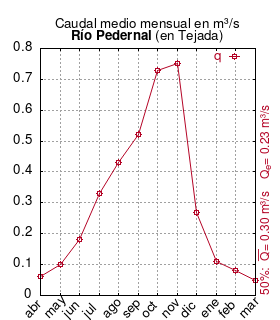
Caudales medios mensuales en m³/s del río Pedernal en Tejada.

A partir de estos valores establece que: Las cuencas de los ríos La Ligua y Petorca presentan en su parte alta un régimen de escorrentía más influenciado por la nieve, con un peak de caudales medios mensuales entre los meses de octubre y noviembre. Más hacia aguas abajo el régimen es de tipo pluvial con caudales máximos en el mes de julio.: B.12 

## Historia
Francisco Solano Asta-Buruaga y Cienfuegos escribió en 1899 en su obra póstuma Diccionario Geográfico de la República de Chile sobre el río:
Pedernal (Riachuelo del).-—Afluente del río de Petorca que nace en el lado sudoeste del cerro Chamuscato, al NE. de la ciudad de Petorca. Corre hacia el SO. por un fundo, que tiene su nombre, en cuyos cerros se trabajan minas de plata y de cobre y va á morir en dicho río frente á la aldea de Chincolco.